# كييتا يانو
كييتا يانو (باليابانية: 矢野啓太؛ بالكانا: やの けいた) هو مصارع محترف ياباني، ولد في 9 يناير 1988 في أوساكا في اليابان.

## وصلات خارجية
- كييتا يانو على موقع شيردوغ (الإنجليزية)
- كييتا يانو على موقع CageMatch worker (الإنجليزية)
- كييتا يانو على موقع قاعدة بيانات المصارعة على الإنترنت (الإنجليزية)